# Julián Carrón
Julián Carrón 25 de fevereiro de 1950, é um sacerdote espanhol e presidente do Movimento eclesial Comunhão e Libertação desde a morte do seu fundador, Dom Luigi Giussani, em 22 de fevereiro de 2005.

## Biografia
Nasceu em 1950, em Navaconcejo (Cáceres, Espanha). Ainda muito jovem entrou no Seminário Conciliar de Madri, onde desenvolveu os estudos do ensino médio e teológicos.
Ordenado sacerdote em 1975, no ano seguinte, obteve a graduação em teologia, com especialização em Sagrada Escritura, pela Universidade Pontifícia Comillas. Foi docente da Universidade Complutense de Madrid. Obteve a nomeação de "Élève Titulaire" da Escola Bíblica e Arqueológica Francesa de Jerusalém, onde trabalhou sob a orientação de Marie-Émile Boismard. Fez um ano de pesquisa na Catholic University of America (Washington), e se tornou docente do Estúdio Teológico do Seminário Conciliar de Madri. 
Foi responsável do Seminário Menor, professor de religião, encarregado da pastoral do Colégio Arquidiocesano da Imaculada de San Dámaso (Madri), do qual se torna diretor entre os anos de 1987 e 1994. Recebeu o título de Doutor em Teologia pela Faculdade Teológica do Norte da Espanha, em Burgos, em 1984. Tornou-se docente do Instituto de Teologia, Ciências Religiosas e Catequéticas San Dámaso e professor da cátedra de Novo Testamento na Faculdade de Teologia San Dámaso de Madri, onde deu aulas de “Introdução à Sagrada Escritura”, “Corpo paulino e Atos dos Apóstolos”, “Origens do cristianismo”. Tornou-se também membro do comitê diretivo da coleção “Studia Semitica Novi Testamenti”. É Diretor do Instituto de Filologia Clássica e Oriental San Justino de Madri. Durante os anos Noventa profere numerosas conferências sobre a historicidade dos Evangelhos, em Madri, Milão, Turim, Bolonha, Roma, Firenze, Rímini, e aulas na New York University, no John Paul II Institute da Catholic University de Washington, na University of San Francisco, sobre o tema “Em busca da certeza do valor histórico dos Evangelhos”. Além de numerosos artigos em diversas revistas, publicou O Messias manifestado. Tradição literária e fundamento judaico de At 3, 19-26 (Studia Semitica Novi Testamenti 2, Madri, 1993). 
Foi diretor da edição espanhola da revista católica internacional Communio, da revista Estudios Bíblicos, além da Biblioteca da Faculdade de Teologia San Dámaso de Madri e do Instituto de Ciências Religiosas ligado à mesma faculdade. A partir de setembro de 2004, transferiu-se para Milão, a convite de Dom Giussani, fundador do Movimento eclesial Comunhão e Libertação, para compartilhar com ele a responsabilidade de guia do inteiro Movimento. No ano acadêmico de 2004-2004, foi docente de Introdução à Teologia na Universidade Católica do Sacro Cuore de Milão. No dia 19 de março de 2005, a Diaconia Central da Fraternidade de CL o nomeou Presidente da Fraternidade de Comunhão e Libertação como sucessor de Dom Giussani, falecido no dia 22 de fevereiro de 2002. No dia 13 de maio de 2005, o Pontifício Conselho para os Leigos o nomeou Assistente Eclesiástico da Associação Memores Domini. 
No dia 26 de agosto de 2005 foi recebido pela primeira vez em audiência privada com Bento XVI, em Castel Gandolfo, na qualidade de Presidente da Fraternidade de CL. Em outubro de 2005, participou do Sínodo sobre "A Eucaristia: fonte e ápice da vida e da missão da Igreja", como padre sinodal de nomeação pontifícia. No dia 3 de junho de 2006, fez uma intervenção durante o encontro de Bento XVI com os movimentos eclesiais. No dia 24 de março de 2007, guiou a peregrinação internacional de CL, na Praça São Pedro, para a Audiência concedida pelo Santo Padre por ocasião do vigésimo quinto aniversário do reconhecimento pontifício da Fraternidade de Comunhão e Libertação. No dia 8 de março de 2008, estando para terminar o mandato, a Diaconia Central da Fraternidade de CL tornou a confirmar sua nomeação como Presidente da Fraternidade pelos seis anos sucessivos.
Em abril de 2008, é nomeado por Bento XVI Consultor do Pontifício Conselho para os Leigos e em outubro de 2008 participa do Sínodo sobre "A Palavra de Deus na vida e na missão da Igreja" como padre sinodal de nomeação pontifícia. De 2005 a 2009 dirige a coleção “I libri dello spirito cristiano” junto à editora Rizzoli e, de 2005 a 2010, a coleção discográfica “Spirto Gentil”, ambas fundadas por Dom Giussani. Em novembro de 2010 intervém em  na Conferência Teológica da Igreja Ortodoxa Russa sobre o tema: “Vida em Cristo, a Ética Cristã, a tradição ascértica da Igreja e os desafios contemporâneos”, e, também, em Novembro de 2010, no XII Congresso Católicos e Vida pública, organizada pela fundação Universidade “San Pablo CEU” em Madri sobre o tema: “Enraizados em Cristo, firmes na fé e missão”.
Em 19 de maio de 2011, Bento XVI o nomeia Consultor do Pontifício Conselho para a Promoção da Nova Evangelização. No dia 12 de maio de 2012 a Universidade Católica da América, em Washington, lhe confere o doutorado em Teologia honoris causa com esta motivação: "Por seus distintos serviços no campo da teologia, especialmente da Sagrada Escritura, e pela liderança de um movimento eclesial internacional reconhecido pelo Papa". No dia 22 de fevereiro de 2012, encaminha ao Arcebispo de Milão, cardeal Angelo Scola, o pedido de abertura da causa de beatificação e de canonização de Dom Giussani. Em outubro de 2012 participa do Sínodo sobre "A nova evangelização para a transmissão da fé cristã" como padre sinodal de nomeação pontifícia. Dia 11 de outubro de 2013 padre Julián Carrón é recebido em audiência privada pelo papa Francisco. Em seguida, no dia 16 de outubro, padre Julián escreve uma carta à Fraternidade e aos membros do Movimento de Comunhão e Libertação. Dia 29 de março de 2014, ao término do mandato, a Diaconia reelege padre Carrón para Presidente da Fraternidade de CL pelos próximos seis anos.
No dia 7 de março de 2015 guiou a peregrinação internacional de CL a Praça São Pedro para a Audiência concedida por Papa Francisco por ocasião do 10° aniversário da morte do Servo de Deus Luigi Giussani.
Padre Carrón é professor de Teologia na Universidade Católica do Sacro Cuore de Milão.
Em setembro de 2015, escreveu o livro La bellezza disarmata, editado pela Rizzoli.
Fonte: https://web.archive.org/web/20140306205903/http://portugues.clonline.org/default.asp?id=447#b13779